# Aradi káptalan
Az aradi káptalan a csanádi egyházmegyében levő társaskáptalan és hiteleshely volt.

## Története
Az aradi káptalan alapítására több időpont lehetséges. Szent Gellért legendájának egyik részlete szerint Szent István korában, a Szent György tiszteletére épített monostorban alapították; míg más vélemény szerint III. Béla király alapítása lehetett. A csanádi egyházmegye történetírója, Juhász Kálmán pedig egy hiányosan fennmaradt oklevél adatai alapján II. Béla idejére, 1135-re gondolja az alapítást. 
Fennmaradt első hiteleshelyi oklevelének dátuma 1247, legrégibb fennmaradt pecsétnyomója pedig 1269-ből való. A káptalan kegyura alapításától fogva a király volt. Az aradi prépostság eleinte a csanádi prépostság, később az esztergomi érsekség alá tartozott, a prépostságokat a 12. század végéig az esztergomi érsek erősítette meg, majd e jogot 1202-ben III. Ince pápa átvette. 
Az aradi káptalan egyben hiteleshely is volt  káptalaniskolával. 1550, Csanád első török ostroma idején a székeskáptalan és a társaskáptalan személyzete Aradra menekült, ahonnan még 1550 vége körül, Arad templomának felgyújtásakor ismét menekülniük kellett az aradi társaskáptalan tagjaival együtt, valószínű, hogy Gyulára, majd innen bizonytalan időben, talán Gyula eleste (1566. augusztus 30.) után a hiteleshely levéltárát a török pusztítás elől Erdélybe menekítették.

## Birtokviszonyai
A prépostságnak 1220 után már 60-nál több birtokáról vannak adatok, melyek a székhely körül terültek el. 1380 körül szétválasztották a prépostság és káptalan birtokait, de egyes birtokrészeket azután is közös kezelésben hagytak, melyeket a káptalan saját választott dékánja igazgatott, aki a törvény előtt a testületet képviselte, és rendet tartott a jobbágyok között.